# Kleine maanvlekpriemkever
De kleine maanvlekpriemkever (Bembidion lunulatum) is een keversoort uit de familie van de loopkevers (Carabidae). De wetenschappelijke naam van de soort werd in 1785 gepubliceerd door Etienne Louis Geoffroy.